# Montfrin
Montfrin est une commune française située dans l'est du département du Gard en région Occitanie.
Exposée à un climat méditerranéen, elle est drainée par le Gard, le canal d'irrigation de Remoulins à Tarascon, le Briançon et par deux autres cours d'eau. La commune possède un patrimoine naturel remarquable : un site Natura 2000 (les « costières nîmoises »), un espace protégé (les « Costières de Nimes ») et deux zones naturelles d'intérêt écologique, faunistique et floristique.
Montfrin est une commune rurale qui compte 3 125 habitants en 2022, après avoir connu une forte hausse de la population depuis 1962. Elle est ville-centre de l'unité urbaine de Montfrin. Ses habitants sont appelés les Montfrinois ou  Montfrinoises.
Le patrimoine architectural de la commune comprend quatre  immeubles protégés au titre des monuments historiques : l'église Notre-Dame-de-Malpas, inscrite en 1926, le château, inscrit en 1956 puis classé en 1985, l'hôtel de Calvières, inscrit  en 2003, et la commanderie, inscrite en 2003.

## Géographie
Les communes limitrophes sont  Comps, Fournès, Jonquières-Saint-Vincent, Meynes, Sernhac, Théziers et Vallabrègues.
| Sernhac                  | Fournès  | Théziers     |
| Meynes                   | Montfrin | Vallabrègues |
| Jonquières-Saint-Vincent | Comps    |              |

### Localisation
Commune membre de la Communauté de communes du Pont du Gard, située entre le Rhône et le Gardon et les villes de Nîmes et Avignon.

### Géologie
Pendant l’Ère secondaire, au crétacé, il y a -130M. d'années, la Méditerranée, les Pyrénées et les Alpes n'existaient pas. Notre région était occupée par un immense océan. La profondeur était variable et permettait la vie de récifs de coraux et d'animaux à squelette calcaire. Les déchets s'accumulaient sur le fond. Ils ont été transformés en une roche dure et compacte qui forme l'essentiel de nos garrigues et qu'on retrouve chez nous sous des roches plus récentes : le calcaire.
Au Miocène -28M. d'années, le plissement pyrénéo-provençal se produit, la mer est toujours là et nous trouvons sur un rivage attesté par la présence de roches à pholades visibles près des Orgnes.
La profondeur de l'eau permet le dépôt de sédiments mélangés argile et calcaire qui formeront une roche plus ou moins tendre, la molasse. On la retrouve à la Beaume, à Saint Roman… On peut la creuser et elle durcit à l'air.
Au pliocène -12M. d'années, l'eau revient. C'est de l'argile qui se dépose de façon irrégulière. C'est l'argile bleue que nous connaissons bien, colorée par des oxydes ferreux (bleus) qui s'oxydent à l'air devenant jaunes (oxydes ferriques).
Enfin, il y a 1M. d'années, les montagnes, Alpes et Pyrénées, sont sorties de l'eau bousculant les terrains du massif central. L'eau des océans s'est retirée. Les terres de nos régions sont émergées bordant la Méditerranée.
Un fleuve puissant coule depuis les Alpes - le Rhône - il emprunte une zone de failles (vallée du Rhône). Son delta est immense et il dépose des sédiments en divaguant entre Marseille et Montpellier. Ce sont des galets de quartzites rougeâtres et des alluvions argilo-calcaire : c'est le Gress que nous retrouvons sur nos plateaux. Nous sommes à l’ère IV, au villafranchien.
Lorsqu'il pleut, l'eau acidifiée par le CO2 de l'air s'infiltre dans le Gress et dissout le calcaire qu'elle entraîne jusqu'à la couche d'argile. Là arrêt de la circulation : le calcaire entrainé précipité et forme un ciment très dur, le Tapparas.
Des variations du niveau de la mer, en particulier son abaissement, ont entraîné un creusement des vallées coupant la série des terrains sous-jacents au Gress puis le dépôt d’alluvions récentes du Gardon et du Rhône au fond des vallées. Des colluvions issues de l'érosion des plateaux se sont déposées sur les bords vallées.

### Hydrographie et relief
Sur la commune de Montfrin nous disposons de l'eau de trois origines différentes :
1° les nappes phréatiques du Gardon et du Rhône qui imbibent les terrains autour des rivières et descendent en suivant la pente des vallées (puits de Saint Martin).
2° Dans le calcaire crétacé se trouve la nappe du Karst. L'eau de pluie s'enfonce et circule dans les failles, fissures et réseaux de cavités du calcaire. Cette eau suit la pente générale de ces terrains et rejoint finalement les nappes phréatiques des rivières. elle forme des veines dans la plaine entre les pentes des plateaux et le Gardon.
C'est là que les anciens ont foré leurs puits et ont permis l’établissement des Mas.
3° l'eau de pluie sur le Gress s'enfonce dans ce terrain meuble mais est arrêtée par la couche d'argile qu'elle suit jusqu’à ce qu'elle affleure à la surface et coule à l’extérieur.
C'est l'origine des sources du Réal, des Orgnes, de Césérac, de la Malautiére et de Saint Jean.
Ouvrage lié à l'alimentation en eau dit Guérite.
Cours d'eau sur la commune ou à son aval :
- rivière le Gardon ou Gard,
- ruisseau le Briançon,
- roubine du pradas.

### Climat
Pour des articles plus généraux, voir Climat de l'Occitanie et Climat du Gard.
En 2010, le climat de la commune est de type climat méditerranéen franc, selon une étude s'appuyant sur une série de données couvrant la période 1971-2000. En 2020, Météo-France publie une typologie des climats de la France métropolitaine dans laquelle la commune est exposée à un climat méditerranéen et est dans la région climatique Provence, Languedoc-Roussillon, caractérisée par une pluviométrie faible en été, un très bon ensoleillement (2 600 h/an), un été chaud (21,5 °C), un air très sec en été, sec en toutes saisons, des vents forts (fréquence de 40 à 50 % de vents > 5 m/s) et peu de brouillards.
Pour la période 1971-2000, la température annuelle moyenne est de 14,2 °C, avec une amplitude thermique annuelle de 17,7 °C. Le cumul annuel moyen de précipitations est de 690 mm, avec 5,8 jours de précipitations en janvier et 2,7 jours en juillet. Pour la période 1991-2020, la température moyenne annuelle observée sur la station météorologique la plus proche, située sur la commune de Nîmes à 19 km à vol d'oiseau, est de 15,6 °C et le cumul annuel moyen de précipitations est de 734,4 mm,. Pour l'avenir, les paramètres climatiques de la commune estimés pour 2050 selon différents scénarios d'émission de gaz à effet de serre sont consultables sur un site dédié publié par Météo-France en novembre 2022.

### Voies de communication et transports

#### Axes ferroviaires
- Gare de Nîmes.
- Gare de Nîmes - Manduel - Redessan

#### Transports en commun
- Transports à la demande[10].
- Réseau de bus départemental Edgard[11].

#### Transports aériens
Les aéroports les plus proches sont :
- Aéroport de Nîmes-Garons,
- Aérodrome de Nîmes-Courbessac.

### Milieux naturels et biodiversité

#### Espaces protégés
La protection réglementaire est le mode d’intervention le plus fort pour préserver des espaces naturels remarquables et leur biodiversité associée,.
Un  espace protégé est présent sur la commune : 
les « Costières de Nimes », un terrain acquis (ou assimilé) par un conservatoire d'espaces naturels, d'une superficie de 2 027 ha.

#### Réseau Natura 2000

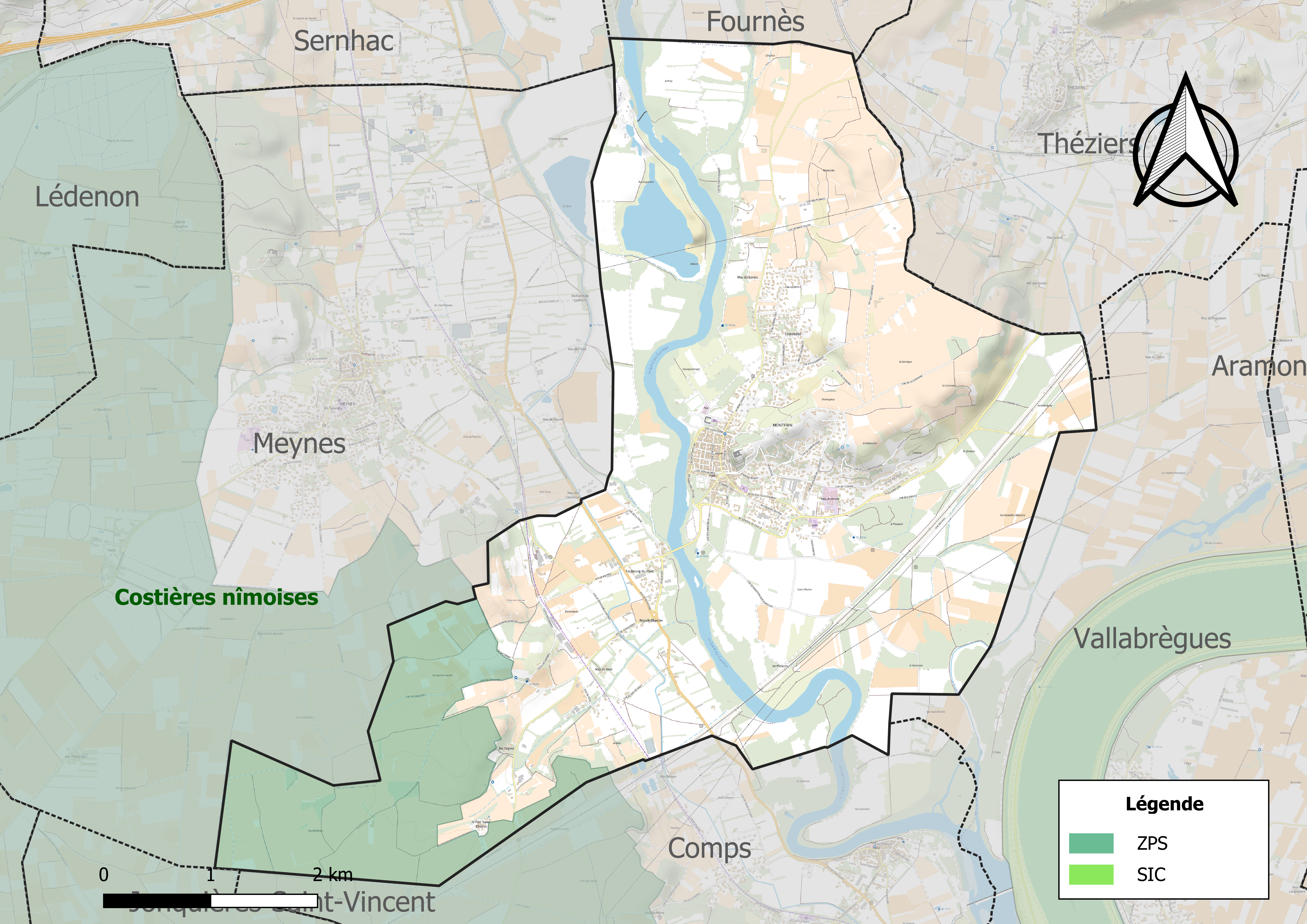
Sites Natura 2000 sur le territoire communal.

Le réseau Natura 2000 est un réseau écologique européen de sites naturels d'intérêt écologique élaboré à partir des directives habitats et oiseaux, constitué de zones spéciales de conservation (ZSC) et de zones de protection spéciale (ZPS).
Un site Natura 2000 a été défini sur la commune au titre  de la directive oiseaux : les « costières nîmoises », d'une superficie de 13 479 ha, qui accueillait, en 2004, 300 mâles chanteurs, soit 60% des mâles reproducteurs de la région et près du quart des mâles reproducteurs en France.

#### Zones naturelles d'intérêt écologique, faunistique et floristique

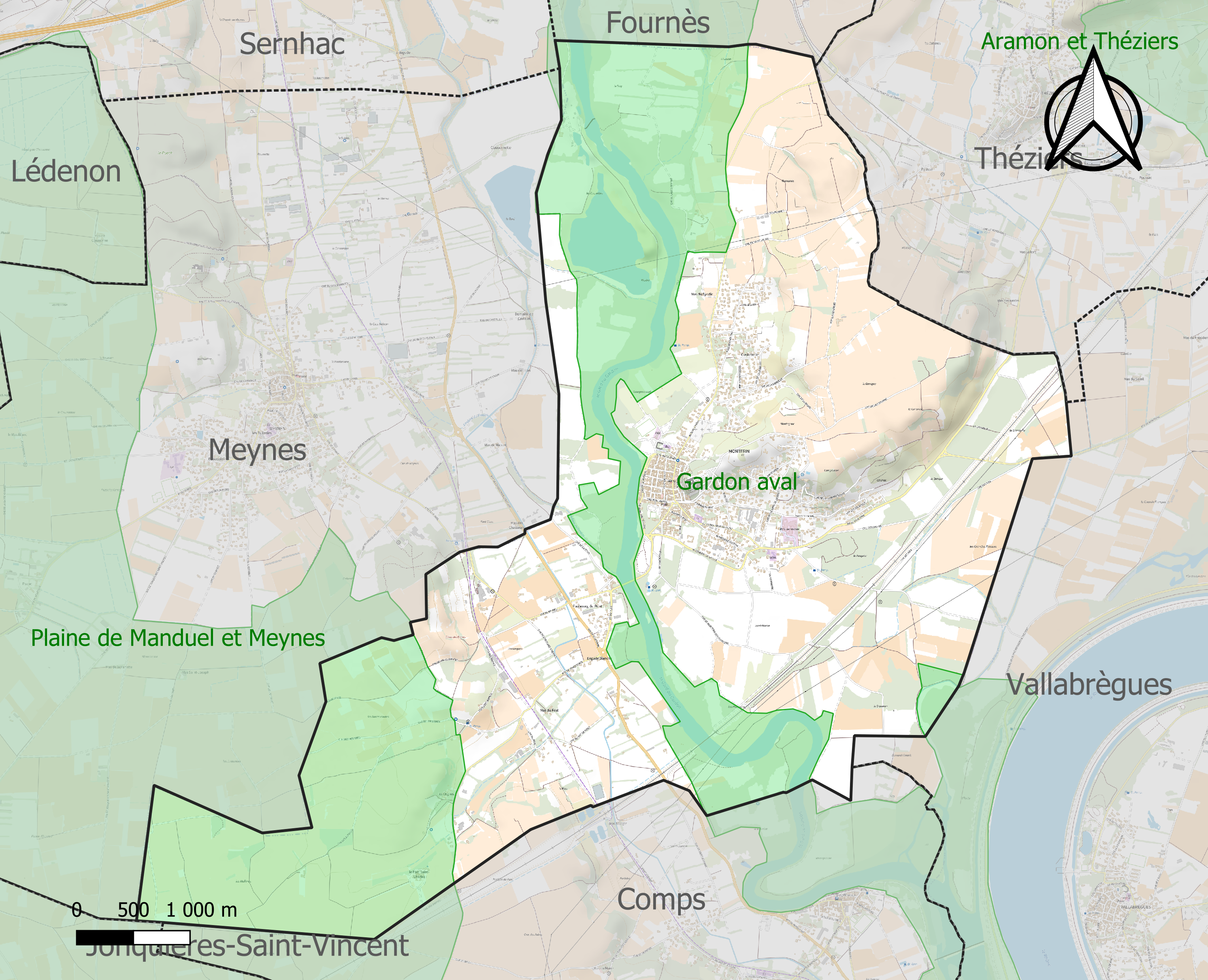
Carte des ZNIEFF de type 1 localisées sur la commune.

L’inventaire des zones naturelles d'intérêt écologique, faunistique et floristique (ZNIEFF) a pour objectif de réaliser une couverture des zones les plus intéressantes sur le plan écologique, essentiellement dans la perspective d’améliorer la connaissance du patrimoine naturel national et de fournir aux différents décideurs un outil d’aide à la prise en compte de l’environnement dans l’aménagement du territoire.
Deux ZNIEFF de type 1 sont recensées sur la commune :
le « Gardon aval » (1 106 ha), couvrant 6 communes du département, et 
la « plaine de Manduel et Meynes » (9 783 ha), couvrant 15 communes du département.

## Urbanisme

### Typologie
Au 1er janvier 2024, Montfrin est catégorisée bourg rural, selon la nouvelle grille communale de densité à sept niveaux définie par l'Insee en 2022.
Elle appartient à l'unité urbaine de Montfrin, une agglomération intra-départementale regroupant six  communes, dont elle est ville-centre,,. La commune est en outre hors attraction des villes,.

### Occupation des sols
L'occupation des sols de la commune, telle qu'elle ressort de la base de données européenne d’occupation biophysique des sols Corine Land Cover (CLC), est marquée par l'importance des territoires agricoles (82,4 % en 2018), en augmentation par rapport à 1990 (81 %). La répartition détaillée en 2018 est la suivante : 
cultures permanentes (40,7 %), zones agricoles hétérogènes (37 %), zones urbanisées (7,6 %), forêts (5,7 %), terres arables (4,7 %), eaux continentales (3 %), milieux à végétation arbustive et/ou herbacée (1,3 %). L'évolution de l’occupation des sols de la commune et de ses infrastructures peut être observée sur les différentes représentations cartographiques du territoire : la carte de Cassini (XVIIIe siècle), la carte d'état-major (1820-1866) et les cartes ou photos aériennes de l'IGN pour la période actuelle (1950 à aujourd'hui).

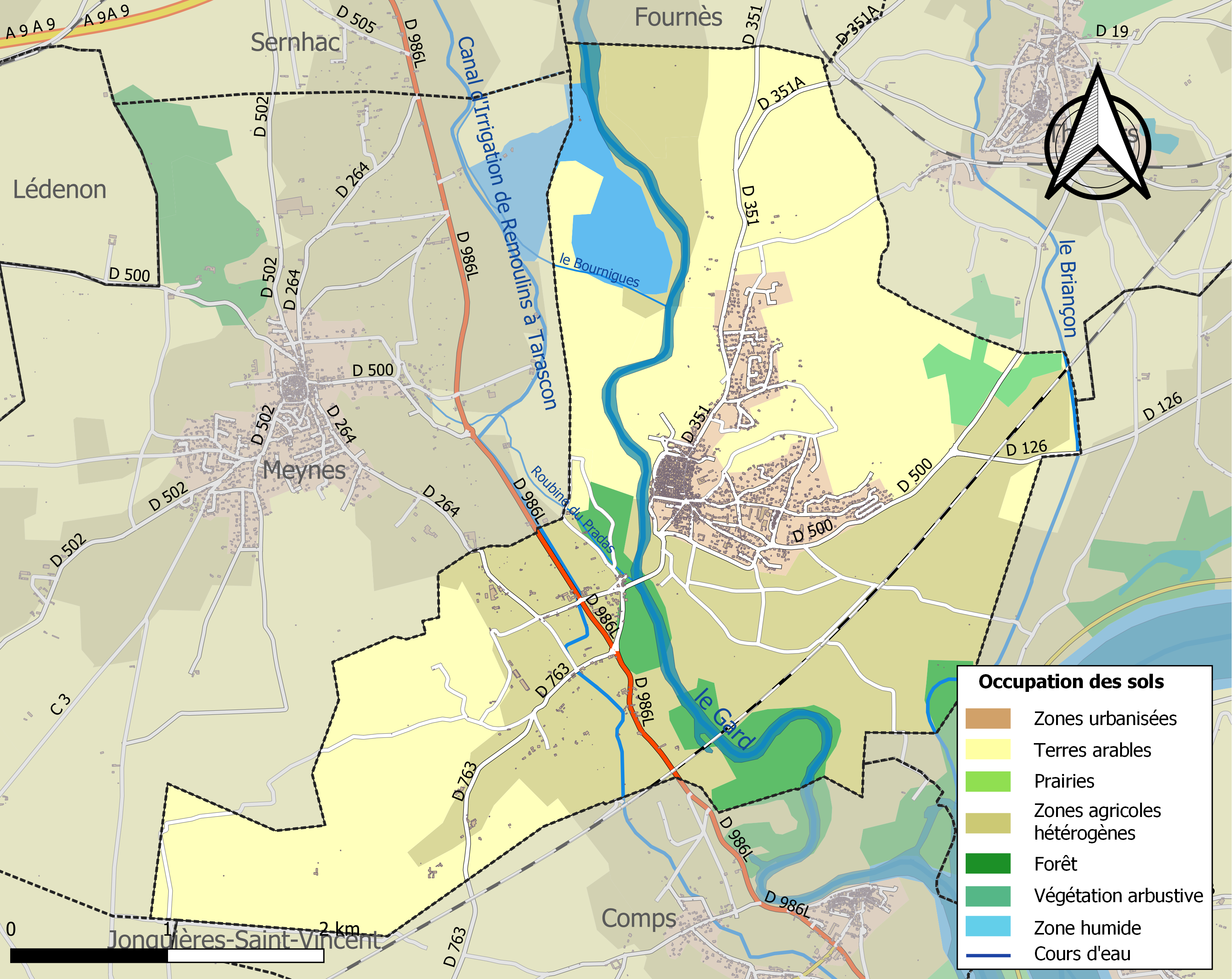
Carte des infrastructures et de l'occupation des sols de la commune en 2018 (CLC).

### Risques majeurs
Le territoire de la commune de Montfrin est vulnérable à différents aléas naturels : météorologiques (tempête, orage, neige, grand froid, canicule ou sécheresse), inondations, feux de forêts et séisme (sismicité modérée). Il est également exposé à un risque technologique, la rupture d'un barrage. Un site publié par le BRGM permet d'évaluer simplement et rapidement les risques d'un bien localisé soit par son adresse soit par le numéro de sa parcelle.

#### Risques naturels
Certaines parties du territoire communal sont susceptibles d’être affectées par le risque d’inondation par débordement de cours d'eau et par une crue torrentielle ou à montée rapide de cours d'eau, notamment le Gard, le canal d'irrigation de Remoulins à Tarascon et le Briançon. La commune a été reconnue en état de catastrophe naturelle au titre des dommages causés par les inondations et coulées de boue survenues en 1982, 1987, 1988, 1993, 1994, 2002, 2003, 2005, 2010 et 2014,.

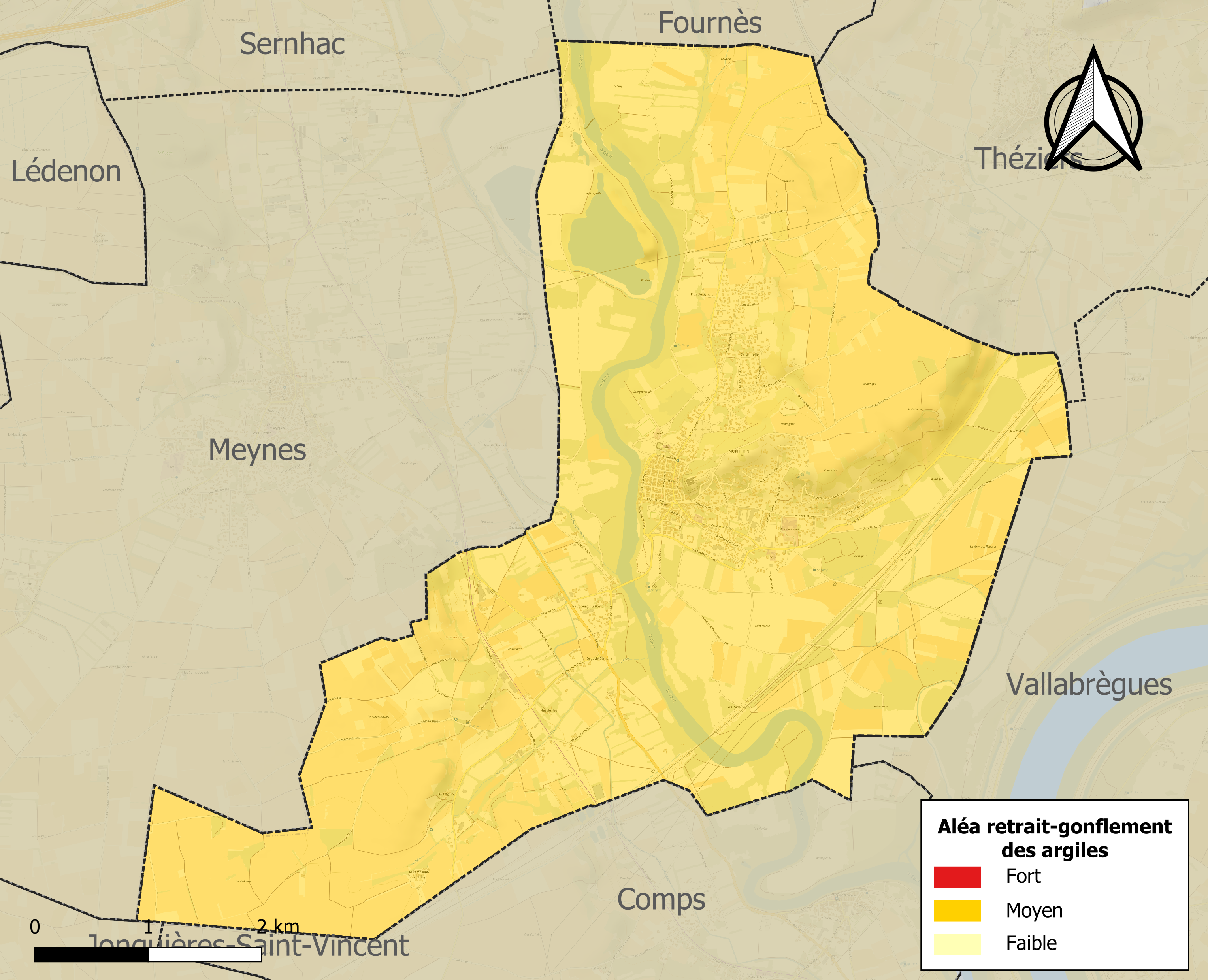
Carte des zones d'aléa retrait-gonflement des sols argileux de Montfrin.

Le retrait-gonflement des sols argileux est susceptible d'engendrer des dommages importants aux bâtiments en cas d’alternance de périodes de sécheresse et de pluie. La totalité de la commune est en aléa moyen ou fort (67,5 % au niveau départemental et 48,5 % au niveau national). Sur les 1 283 bâtiments dénombrés sur la commune en 2019, 1283 sont en aléa moyen ou fort, soit 100 %, à comparer aux 90 % au niveau départemental et 54 % au niveau national. Une cartographie de l'exposition du territoire national au retrait gonflement des sols argileux est disponible sur le site du BRGM,.
Par ailleurs, afin de mieux appréhender le risque d’affaissement de terrain, l'inventaire national des cavités souterraines permet de localiser celles situées sur la commune.

#### Risques technologiques
La commune est en outre située en aval du barrage de Sainte-Cécile-d'Andorge, un ouvrage de classe A doté d'un PPI. À ce titre elle est susceptible d’être touchée par l’onde de submersion consécutive à la rupture de cet ouvrage.

## Toponymie
Provençal Mount-Frin, du roman Monfrin, du bas latin Mons Frenus, Mons Frinus.
Les habitants sont appelés les Montfrinois et les Montfrinoises.

## Histoire

### Moyen Âge
Le village est mentionné Castrum de Montfrin en 1196, puis Locus Montis-Frini en 1461.

## Politique et administration

### Maires

#### Histoire des maires
Origine, ancien Régime : on parle d’échevins, conseillers, Maire perpétuel, alternatif mitriennal.
- De 1789 à 1799 : Révolution française, Première République, Directoire, les maires sont élus au suffrage direct pour 2 ans et rééligibles.
- De 1799 à 1848 : Consulat, Premier Empire, Restauration, Monarchie de Juillet, les maires sont nommés par le préfet.
- Du 3 juillet 1848 à 1851 : Seconde République, les maires sont élus par le conseil municipal pour les communes de moins de 6 000 habitants.
- De 1851 à 1871 : Second Empire, les maires sont nommés par le préfet.
- De 1871 à aujourd'hui, les maires sont élus par le conseil municipal.

#### Liste
| Période                                  | Période         | Identité                | Étiquette | Qualité                                                |
| ---------------------------------------- | --------------- | ----------------------- | --------- | ------------------------------------------------------ |
| 1er août 1944                            | 19 février 1945 | Robert Servan-Schreiber |           | Président de la délégation                             |
| 20 février 1945                          | 12 mai 1945     | Albert Malafosse        |           | Président de la délégation municipale                  |
| 13 mai 1945                              | 1953            | ?                       |           |                                                        |
| 1953                                     | 1959            | Robert Servan-Schreiber |           |                                                        |
| 1959                                     | 25 mars 1965    | Ernest Matet            | SFIO      | Président du conseil général du Gard (1951 → 1957)     |
| 26 mars 1965                             | 12 mars 1983    | André Domergue          | DVG       |                                                        |
| 13 mars 1983                             | 17 juin 1995    | Jean-Marie Biot         | PS        |                                                        |
| 18 juin 1995                             | 1998            | René Trébillon          |           |                                                        |
| 1998                                     | 15 mars 2008    | Jean-Marie Biot         | PS        |                                                        |
| 16 mars 2008                             | 26 mai 2020     | Claude Martinet         | DVD       | Cadre Président de la CC du Pont du Gard (2014 → 2020) |
| 26 mai 2020                              | En cours        | Éric Tremoulet          | SE        | Agriculteur                                            |
| Les données manquantes sont à compléter. |                 |                         |           |                                                        |

### Budget et fiscalité 2016
En 2016, le budget de la commune était constitué ainsi :
- total des produits de fonctionnement : 2 781 000 €, soit 860 € par habitant ;
- total des charges de fonctionnement : 2 723 000 €, soit 749 € par habitant ;
- total des ressources d’investissement : 772 000 €, soit 239 € par habitant ;
- total des emplois d’investissement : 952 000 €, soit 294 € par habitant.
- endettement : 3 184 000 €, soit 985 € par habitant.

Avec les taux de fiscalité suivants :
- taxe d’habitation : 14,23 % ;
- taxe foncière sur les propriétés bâties : 26,51 % ;
- taxe foncière sur les propriétés non bâties : 60,00 % ;
- taxe additionnelle à la taxe foncière sur les propriétés non bâties : 0,00 % ;
- cotisation foncière des entreprises : 0,00 %.

Chiffres clés Revenus et pauvreté des ménages en 2014 : Médiane en 2014 du revenu disponible, par unité de consommation : 17 991 €.

## Population et société

### Démographie

#### Pyramide des âges
L'évolution du nombre d'habitants est connue à travers les recensements de la population effectués dans la commune depuis 1793. Pour les communes de moins de 10 000 habitants, une enquête de recensement portant sur toute la population est réalisée tous les cinq ans, les populations de référence des années intermédiaires étant quant à elles estimées par interpolation ou extrapolation. Pour la commune, le premier recensement exhaustif entrant dans le cadre du nouveau dispositif a été réalisé en 2005.

En 2022, la commune comptait 3 125 habitants, en évolution de −2,71 % par rapport à 2016 (Gard : +2,97 %, France hors Mayotte : +2,11 %).
| 1793  | 1800  | 1806  | 1821  | 1831  | 1836  | 1841  | 1846  | 1851  |
| ----- | ----- | ----- | ----- | ----- | ----- | ----- | ----- | ----- |
| 1 960 | 1 999 | 2 049 | 2 241 | 2 331 | 2 410 | 2 516 | 2 544 | 2 639 |

| 1856  | 1861  | 1866  | 1872  | 1876  | 1881  | 1886  | 1891  | 1896  |
| ----- | ----- | ----- | ----- | ----- | ----- | ----- | ----- | ----- |
| 2 678 | 2 667 | 2 580 | 2 416 | 2 541 | 2 561 | 2 545 | 2 517 | 2 258 |

| 1901  | 1906  | 1911  | 1921  | 1926  | 1931  | 1936  | 1946  | 1954  |
| ----- | ----- | ----- | ----- | ----- | ----- | ----- | ----- | ----- |
| 2 145 | 2 135 | 2 124 | 1 708 | 1 639 | 1 612 | 1 673 | 1 647 | 1 616 |

| 1962  | 1968  | 1975  | 1982  | 1990  | 1999  | 2005  | 2006  | 2010  |
| ----- | ----- | ----- | ----- | ----- | ----- | ----- | ----- | ----- |
| 1 779 | 2 055 | 2 089 | 2 404 | 2 685 | 2 934 | 3 053 | 3 010 | 3 117 |

| 2015  | 2020  | 2022  | - | - | - | - | - | - |
| ----- | ----- | ----- | - | - | - | - | - | - |
| 3 211 | 3 149 | 3 125 | - | - | - | - | - | - |

### Enseignement
- École maternelle[37], élémentaire[38] et primaire[39].
- Collèges à Aramon, Remoulins, Beaucaire[40],
- Lycées à Meynes, Beaucaire, Tarascon.

### Santé
Professionnels de santé sur la commune.

### Cultes
Culte catholique, Paroisse d'Aramon, Diocèse de Nîmes - Uzès - Alès,.

### Sports
- Arènes ou se déroulent les courses camarguaises en été[44]..
- Stade Municipal.
- Tennis Club.
- Skatepark.
- Parcours de santé du Gardon.
- Boulodromes
- Piste de BMX

### Médias
La commune bénéficie d'un correspondant local Midi-Libre, depuis le 1er août 2016, il s'agit de Monsieur Antoine Pierron.

## Économie

### Revenus
En 2018  (données Insee publiées en septembre 2021), la commune compte 1 303 ménages fiscaux, regroupant 3 121 personnes. La médiane du revenu disponible par unité de consommation est de 19 960 € (20 020 € dans le département). 41 % des ménages fiscaux sont imposés (43,9 % dans le département).

### Emploi
|                | 2008   | 2013   | 2018   |
| -------------- | ------ | ------ | ------ |
| Commune        | 11,8 % | 13,7 % | 10,8 % |
| Département    | 10,6 % | 12 %   | 12 %   |
| France entière | 8,3 %  | 10 %   | 10 %   |

En 2018, la population âgée de 15 à 64 ans s'élève à 1 859 personnes, parmi lesquelles on compte 75,6 % d'actifs (64,7 % ayant un emploi et 10,8 % de chômeurs) et 24,4 % d'inactifs,. En  2018, le taux de chômage communal (au sens du recensement) des 15-64 ans est inférieur à celui du département, mais supérieur à celui de la France, alors qu'en 2008 il était supérieur à celui du département.
La commune est hors attraction des villes,. Elle compte 490 emplois en 2018, contre 547 en 2013 et 524 en 2008. Le nombre d'actifs ayant un emploi résidant dans la commune est de 1 231, soit un indicateur de concentration d'emploi de 39,8 % et un taux d'activité parmi les 15 ans ou plus de 54,3 %.
Sur ces 1 231 actifs de 15 ans ou plus ayant un emploi, 243 travaillent dans la commune, soit 20 % des habitants. Pour se rendre au travail, 89,2 % des habitants utilisent un véhicule personnel ou de fonction à quatre roues, 2,5 % les transports en commun, 5 % s'y rendent en deux-roues, à vélo ou à pied et 3,4 % n'ont pas besoin de transport (travail au domicile).

### Activités hors agriculture

#### Secteurs d'activités
222 établissements sont implantés  à Montfrin au 31 décembre 2019. Le tableau ci-dessous en détaille le nombre par secteur d'activité et compare les ratios avec ceux du département,.
| Secteur d'activité                                                                                        | Commune | Commune | Département |
| Secteur d'activité                                                                                        | Nombre  | %       | %           |
| --- | ------- | ------- | ----------- |
| Ensemble                                                                                                  | 222     | 100 %   | (100 %)     |
| Industrie manufacturière, industries extractives et autres                                                | 20      | 9 %     | (7,9 %)     |
| Construction                                                                                              | 52      | 23,4 %  | (15,5 %)    |
| Commerce de gros et de détail, transports, hébergement et restauration                                    | 62      | 27,9 %  | (30 %)      |
| Information et communication                                                                              | 2       | 0,9 %   | (2,2 %)     |
| Activités financières et d'assurance                                                                      | 5       | 2,3 %   | (3 %)       |
| Activités immobilières                                                                                    | 8       | 3,6 %   | (4,1 %)     |
| Activités spécialisées, scientifiques et techniques et activités de services administratifs et de soutien | 29      | 13,1 %  | (14,9 %)    |
| Administration publique, enseignement, santé humaine et action sociale                                    | 24      | 10,8 %  | (13,5 %)    |
| Autres activités de services                                                                              | 20      | 9 %     | (8,8 %)     |

Le secteur du commerce de gros et de détail, des transports, de l'hébergement et de la restauration est prépondérant sur la commune puisqu'il représente 27,9 % du nombre total d'établissements de la commune (62 sur les 222 entreprises implantées  à Montfrin), contre 30 % au niveau départemental.

#### Entreprises et commerces
Les cinq entreprises ayant leur siège social sur le territoire communal qui génèrent le plus de chiffre d'affaires en 2020 sont : 
- SAS Douarou, supermarchés (10 587 k€)
- Vignerons de Montfrin, commerce de gros (commerce interentreprises) de boissons (1 057 k€)
- Société de gestion des établissements Garcia, commerce et réparation de motocycles (702 k€)
- See Voros, travaux de terrassement courants et travaux préparatoires (197 k€)
- Cnr. Montfrinoise, travaux de maçonnerie générale et gros œuvre de bâtiment (179 k€)

#### Commerces, artisanat et industrie
Commerces et services de proximité.

#### Tourisme
Outre la richesse de son patrimoine, la proximité du Pont du Gard (10 km des villes de Nîmes et d’Avignon (moins de 20 km) lui offre des atouts touristiques supplémentaires au sein du PETR (Pôle d'Équilibre Territorial et Rural).

### Agriculture
La commune est dans la vallée du Rhône, une petite région agricole occupant la frange est du département du Gard. En 2020, l'orientation technico-économique de l'agriculture  sur la commune est la culture de fruits ou d'autres cultures permanentes.
|               | 1988  | 2000  | 2010  | 2020 |
| ------------- | ----- | ----- | ----- | ---- |
| Exploitations | 137   | 82    | 51    | 41   |
| SAU (ha)      | 1 378 | 1 626 | 1 011 | 914  |

Le nombre d'exploitations agricoles en activité et ayant leur siège dans la commune est passé de 137 lors du recensement agricole de 1988  à 82 en 2000 puis à 51 en 2010 et enfin à 41 en 2020, soit une baisse de 70 % en 32 ans. Le même mouvement est observé à l'échelle du département qui a perdu pendant cette période 61 % de ses exploitations,. La surface agricole utilisée sur la commune a également diminué, passant de 1 378 ha en 1988 à 914 ha en 2020. Parallèlement la surface agricole utilisée moyenne par exploitation a augmenté, passant de 10 à 22 ha.

### Spécialités
- Le rucher de Montagnac[53].
- Société coopérative agricole cave intercommunale des vignerons de Montfrin, Meynes, Comps et Théziers[54] Vins Côtes-du-rhône (AOC).
- Le Mammouth (squelette) à la cave vinicole[55].
- Moulin à vent[56].

## Culture locale et patrimoine

### Édifices et patrimoine civils
- Château  Classé MH (1985)[57] :  Il y eut en premier lieu un château ou une tour romaine. Le château lui-même fut construit en plusieurs étapes, la dernière étant réalisée au XVIIe siècle. Les jardins sont attribués à Jules Hardouin-Mansard. Il a appartenu ensuite à la famille des marquis de Monteynard. Il fut acquis par Robert Servan-Schreiber en 1925. Il a appartenu ensuite à sa fille, Marie-Claire Mendès France, puis à son petit-fils, Jean-René Claret de Fleurieu, oléiculteur, qui produit notamment une huile d'olive appelée Château de Montfrin. Ce château a également servi de centre de commandement pour la Luftwaffe lors de la Seconde Guerre mondiale. C'était le quartier général de la deuxième division aérienne. Deux généraux s'y sont succédé : Johannes Fink, de novembre 1942 au 10 février 1944, et ensuite, Hans Korte jusqu'au 18 août 1944. Le village fut libéré par les chars de la 1re Armée française du maréchal de Lattre de Tassigny, en l'occurrence un peloton du 5e régiment des Chasseurs d'Afrique commandé par Jean-Claude Servan-Schreiber, fils de Robert.
- Hôtel de Calvières  Inscrit MH (2003)[58].
- Inventaire du petit patrimoine[59] :
  - Croix de chemins,
  - Croix de cimetière,
  - Oratoire,
  - Fontaines et abreuvoirs,
- Monuments commémoratifs :
  - Édicule commémoratif de la République dédié à Marianne
  - Édicule commémoratif d'une personnalité dédié au Docteur Larrey,
  - Édicule commémoratif dit(e) : Robert Servan Schreiber (1880-1966),
  - Monument aux morts[60].

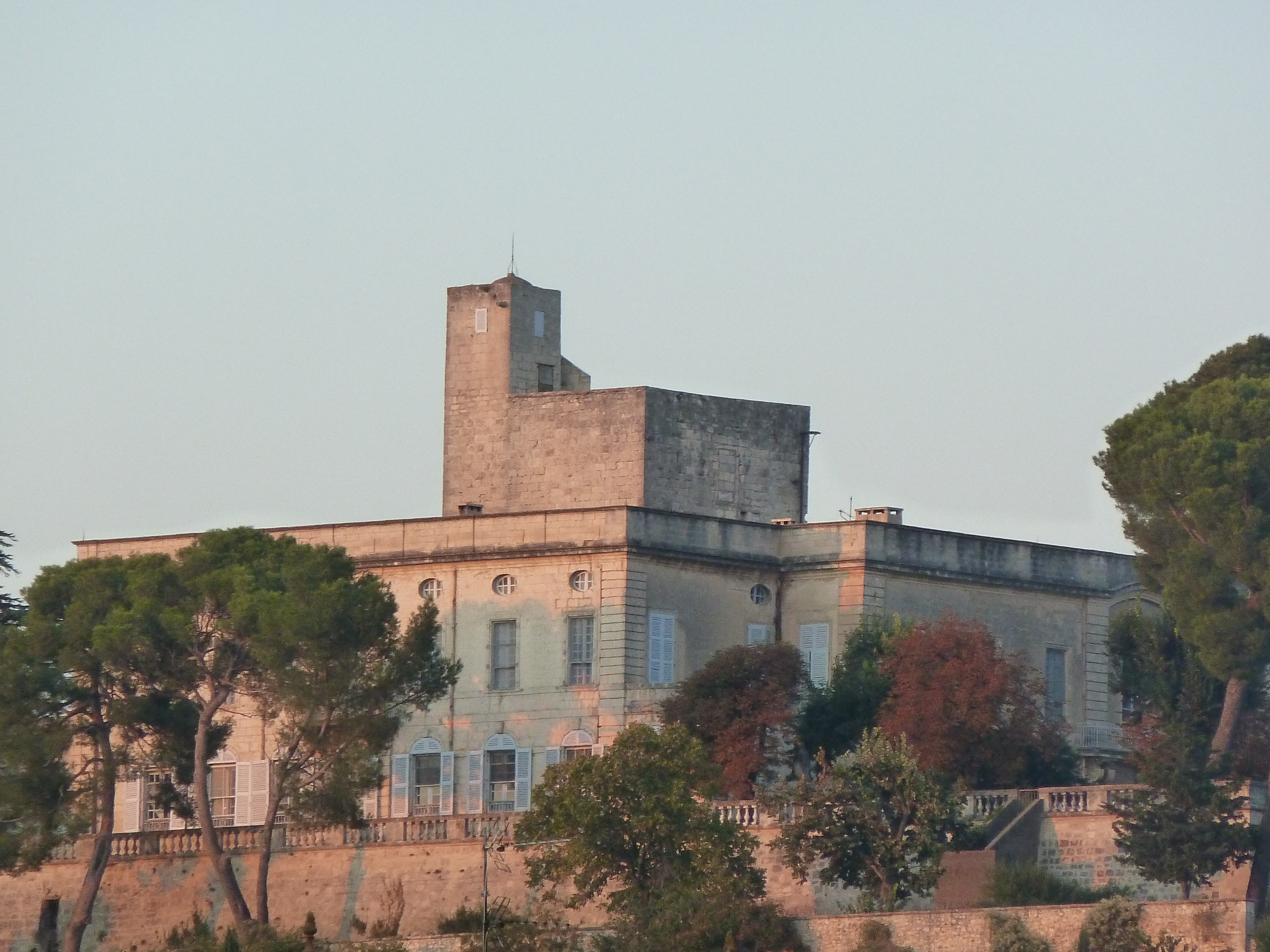
Le château.
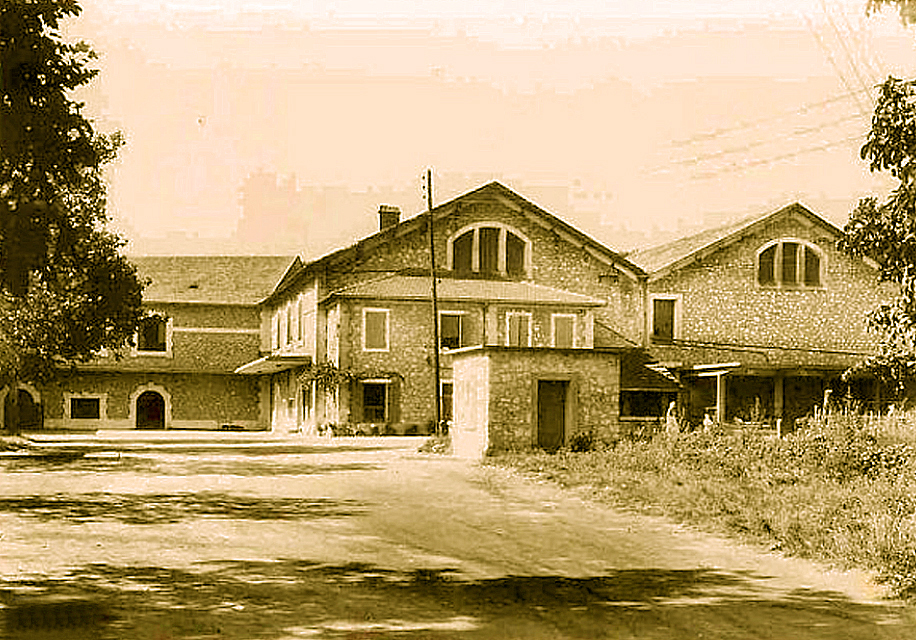
Cave des vignerons de Montfrin (années 1920).
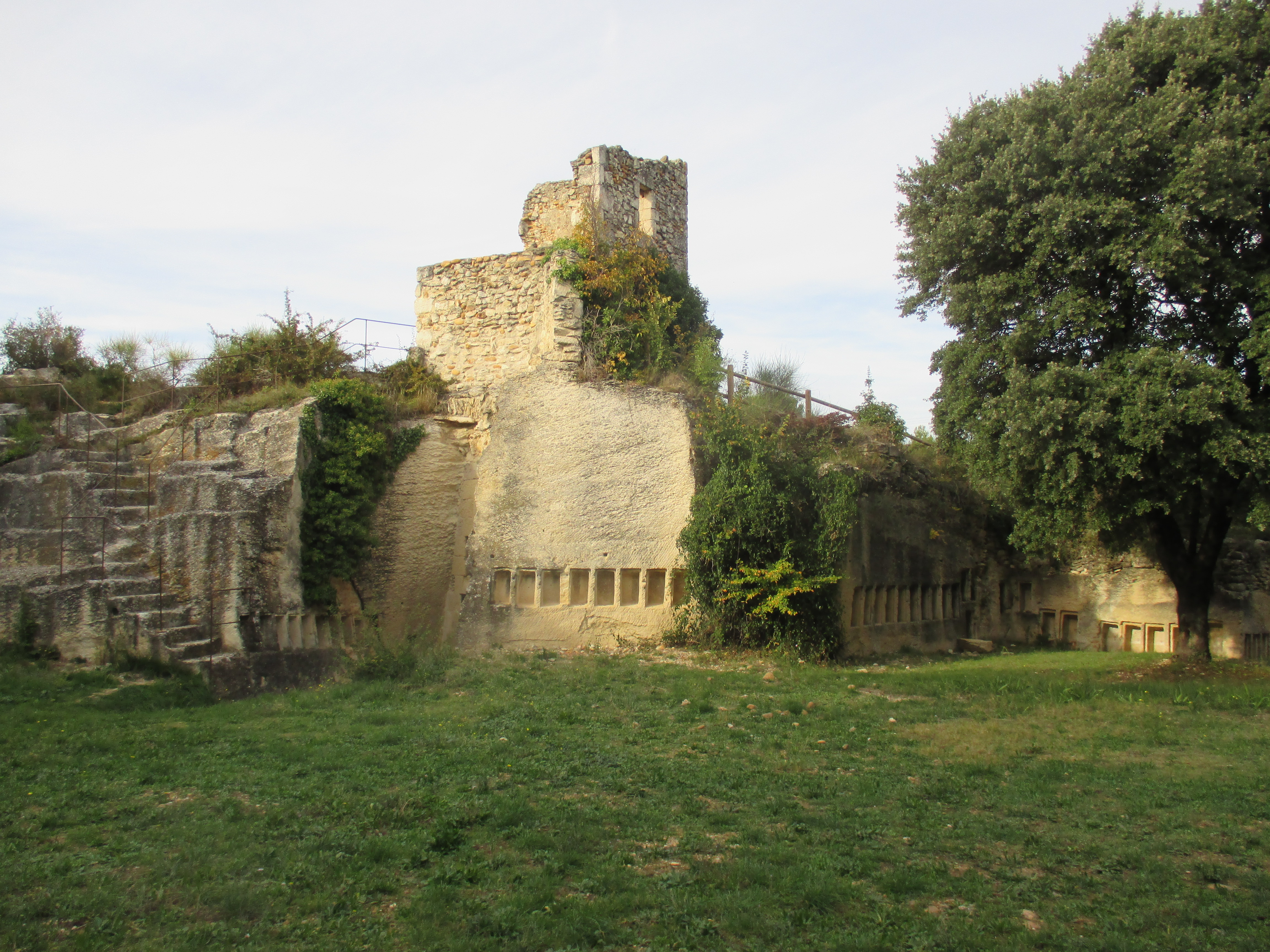
Le rucher de Montagnac.

### Édifices religieux
- Église Notre-Dame de Malpas de Montfrin. L'édifice a été inscrit au titre des monuments historiques en 1926[61] : Elle date du XIIe siècle. L'horloge date de 1901[62],[63].
- Chapelle des Pénitents noirs de Montfrin.
- Vestiges de la commanderie templière  Inscrit MH (2003)[64] : ils sont insérés dans le tissu urbain[65].

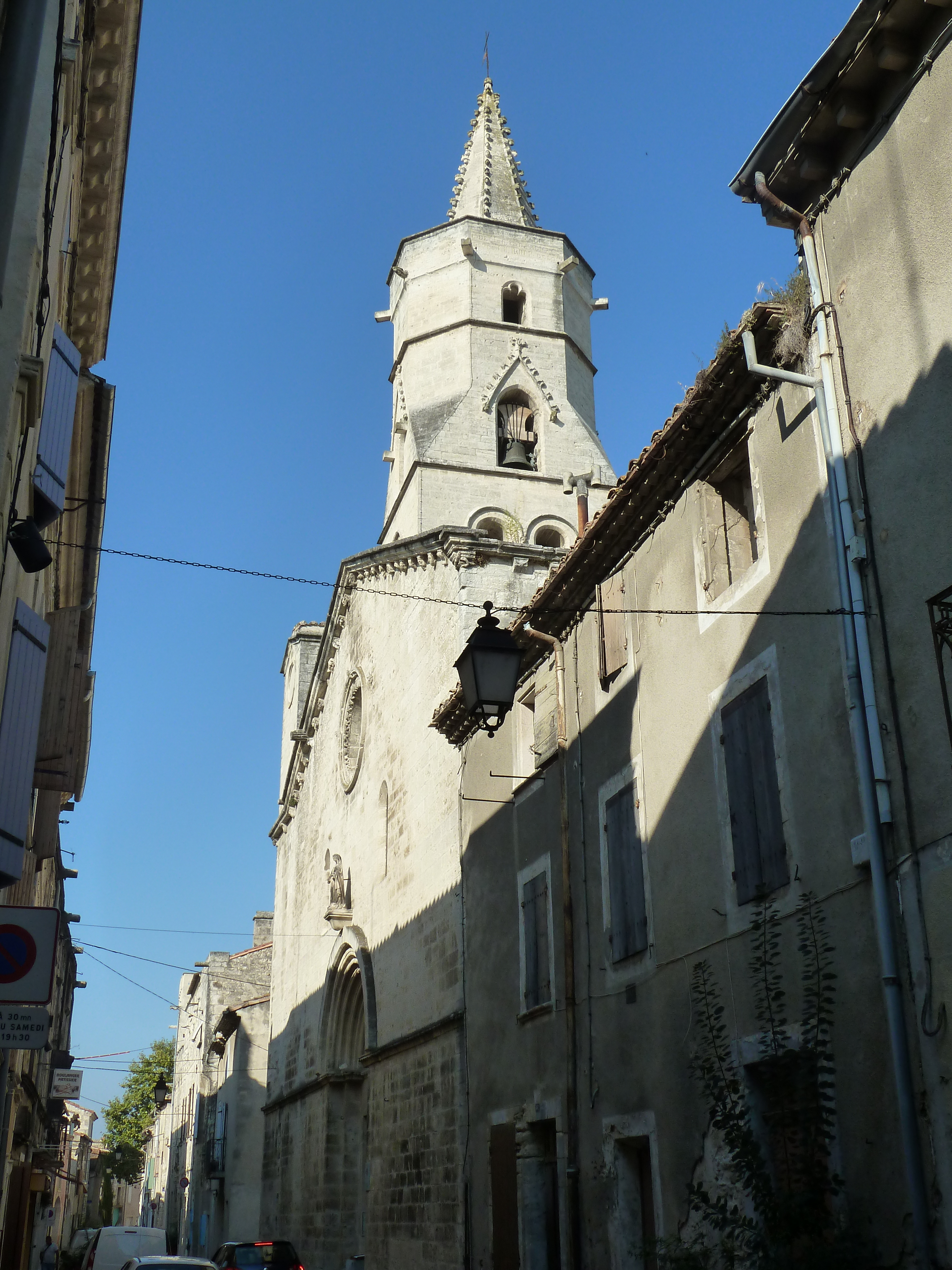
Église Notre-Dame de Malpas.
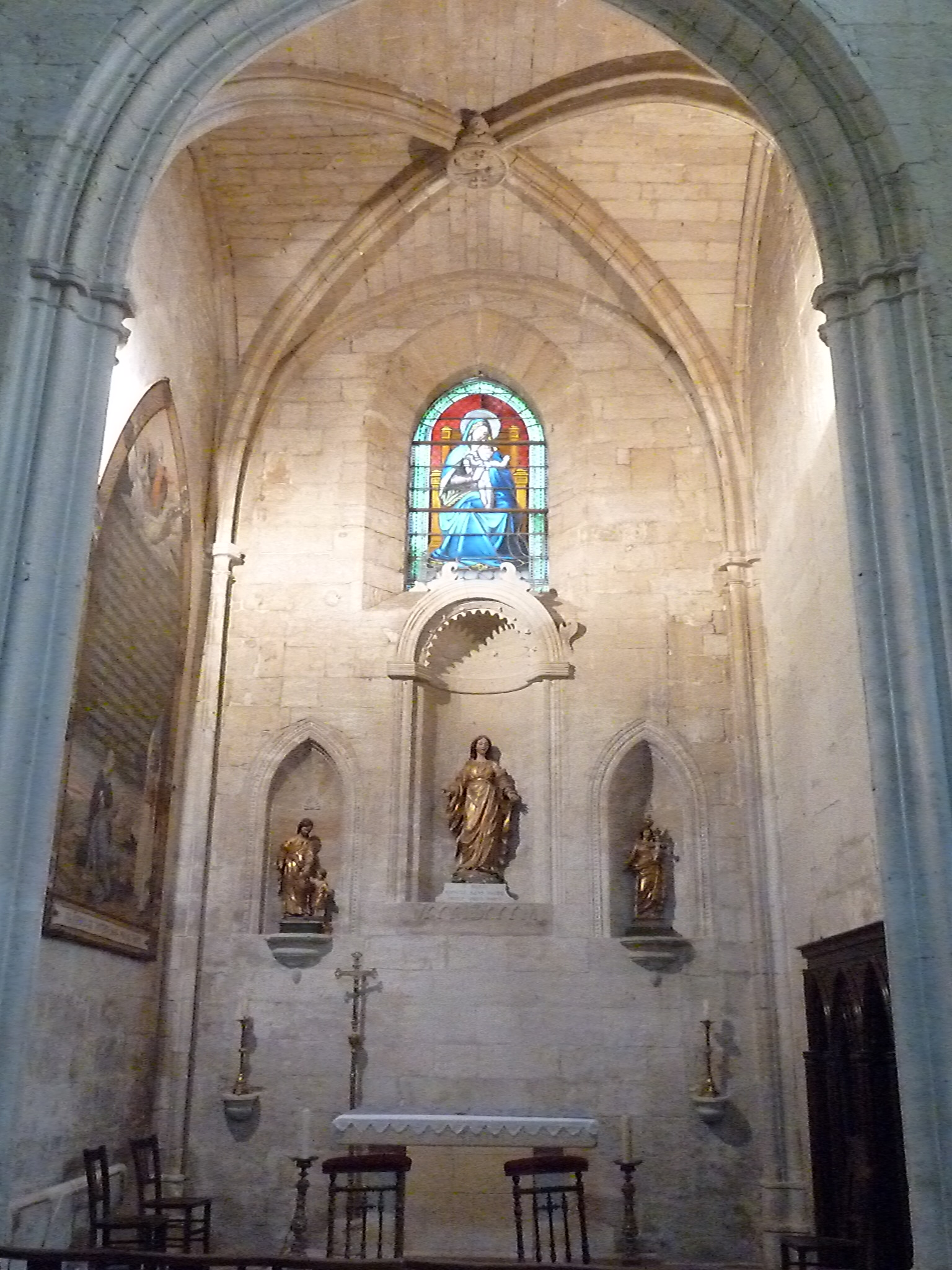
Intérieur église.
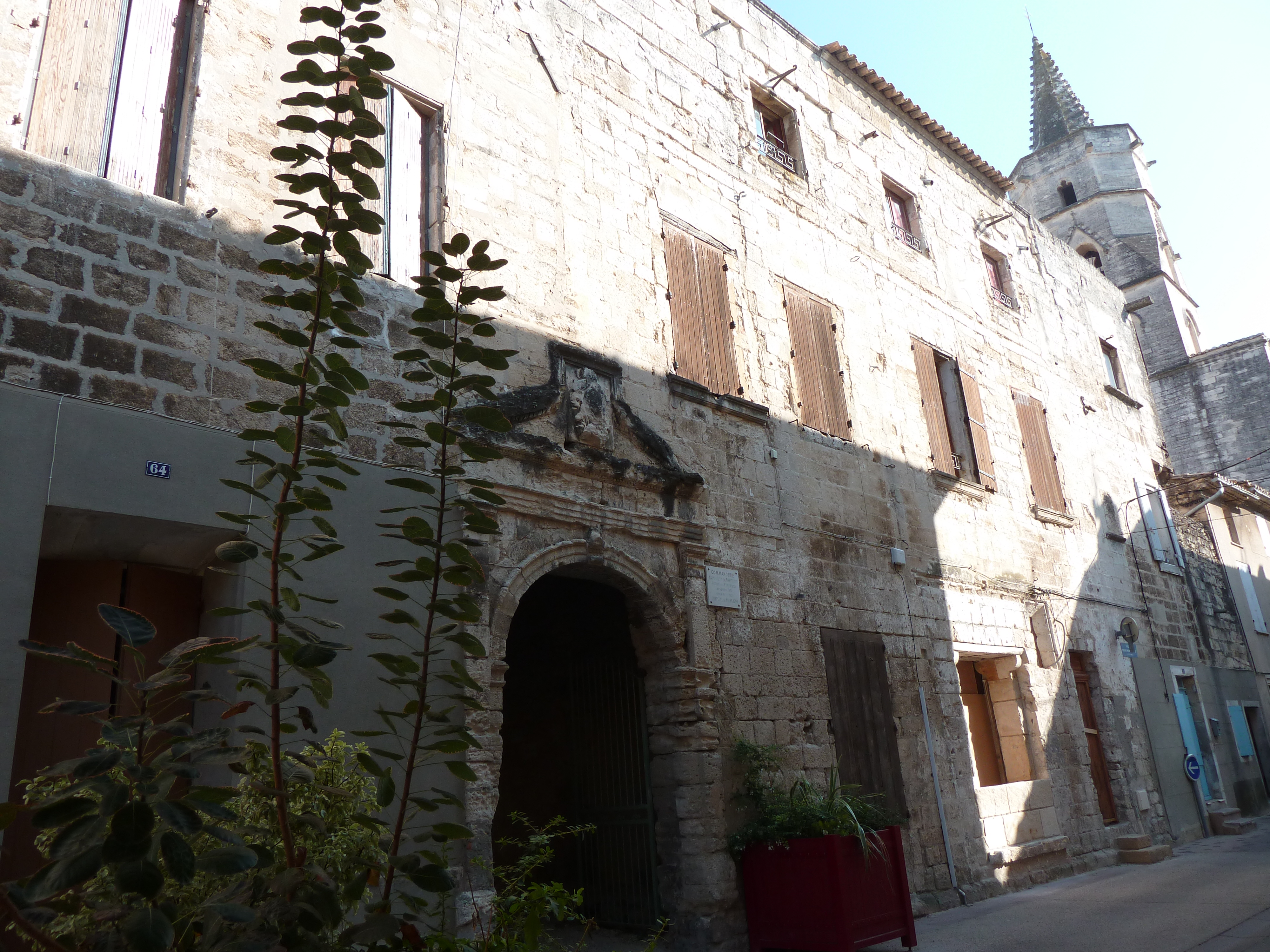
Commanderie templière.

### Patrimoine environnemental
- Site de la Baume : très vieilles ruches.
- Inventaire national du patrimoine naturel de la commune

### Personnalités liées à la commune
- Jean Mouton, ancien président du conseil général et député de la Drôme de 1986 à 1988, qui est né à Montfrin en 1929.
- Ernest Matet, président du Conseil général du Gard. Il fut maire de Montfrin.
- Laurence Chanfro, plasticienne (1959-2012).
- Jean-Claude Servan-Schreiber (1918-2018), y est inhumé.
- Gabriel Garrido, flûtiste, chef d'orchestre et musicologue spécialisé en musique ancienne, réside à Montfrin.

## Héraldique
| Blason de Montfrin | Blason  | D'or au monde d'azur, cintré et croisé d'argent, soutenu de l'inscription MONSFRINUS en lettres capitales de sable,. |
| Blason de Montfrin | Détails | Le statut officiel du blason reste à déterminer.                                                                     |